# Trobajo del Camino
Trobajo del Camino (antiguamente Trobajo de Suso o Trobajo de Arriba) es una localidad española perteneciente al municipio de San Andrés del Rabanedo, en la provincia de León, comunidad autónoma de Castilla y León.

## Geografía

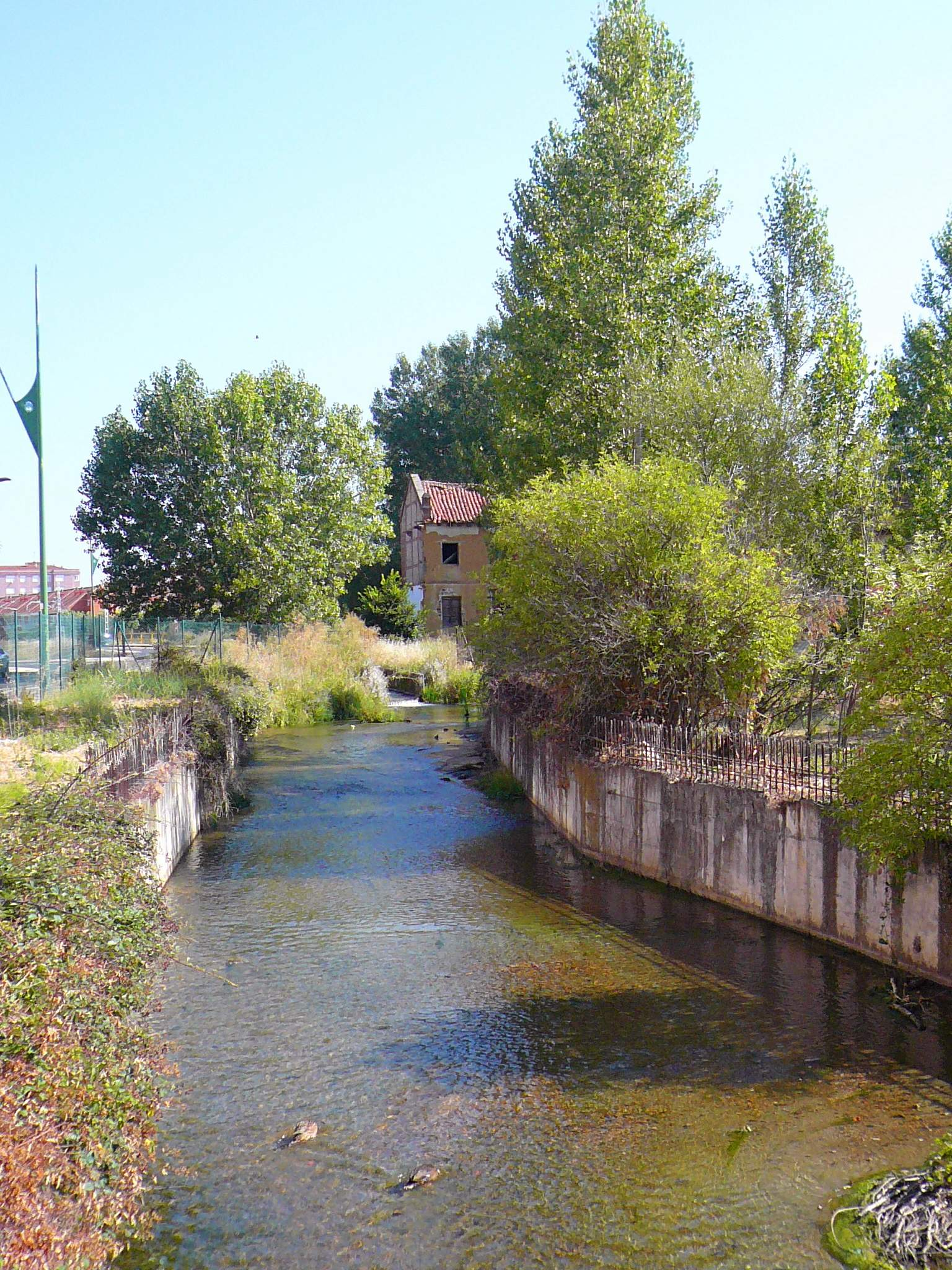
Ramal de la Presa del Bernesga a su paso por Trobajo del Camino

Si bien antaño era un pueblo del alfoz de León, hoy en día es casi un barrio más de la capital leonesa, que ha experimentado un fuerte aumento de la población, a costa del municipio de León. La población de Trobajo supera ligeramente los 20000 habitantes y es el núcleo de población más habitado del municipio de San Andrés del Rabanedo, ya que además del propio pueblo de Trobajo, pertenecen a la localidad los barrios de Paraíso-Cantinas, y la Sal que forman parte de la ciudad de León.

### Situación
Trobajo está a 3 kilómetros del centro de León, en dirección a Astorga, aunque actualmente se encuentra ya unido a León, ya que comparten casco urbano al comienzo de la avenida del Párroco Pablo Diez al final del barrio de El Crucero.
Situado entre el arroyo de Santiago y el arroyo de las Fontanillas, afluentes del río Bernesga.
Los terrenos de Trobajo del Camino limitan con los de San Andrés del Rabanedo al norte, León al este, Oteruelo de la Valdoncina al sur, La Virgen del Camino al suroeste y Ferral del Bernesga al noroeste.

## Historia

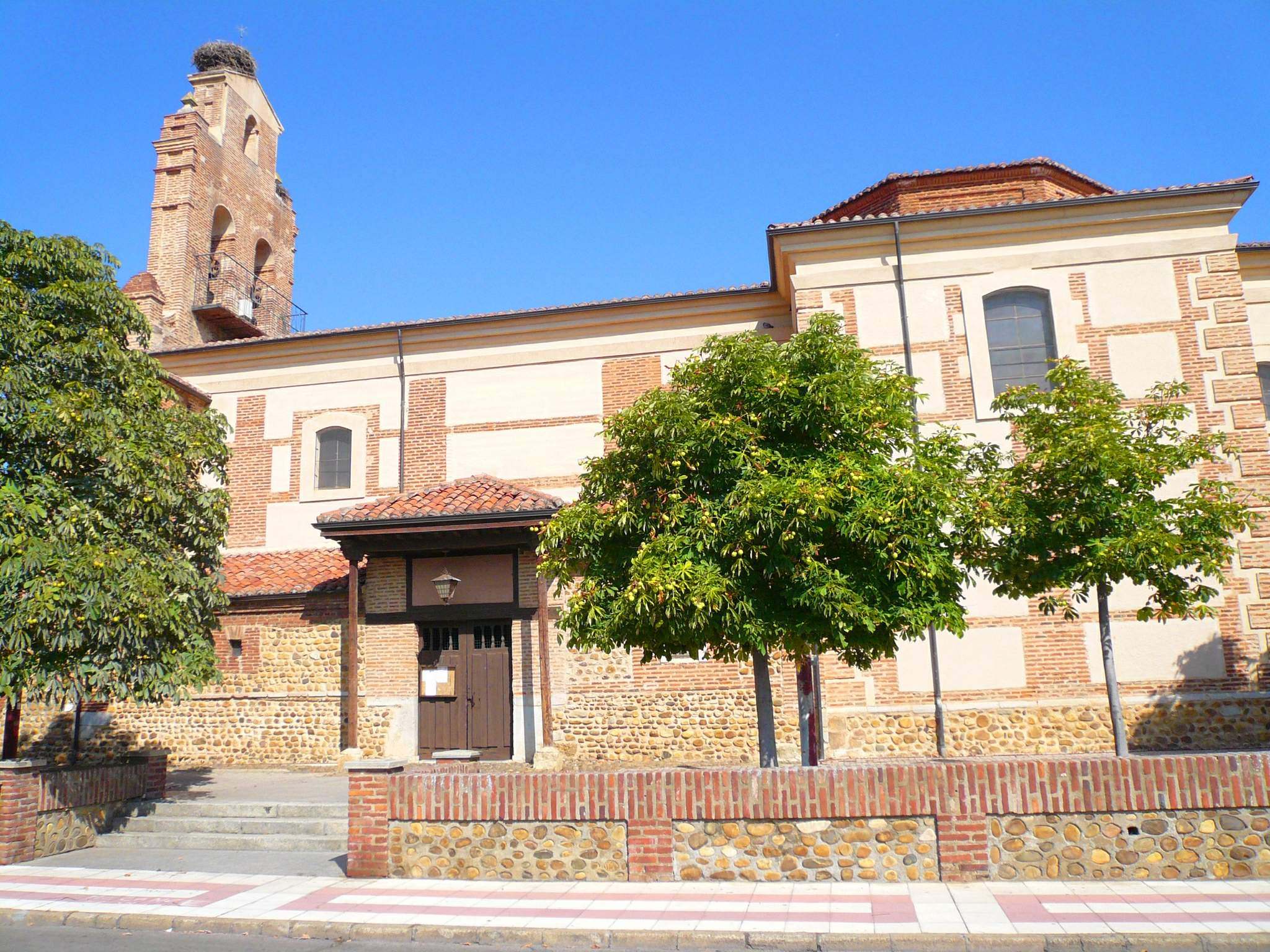
Iglesia parroquial de San Juan Bautista

El nombre de Trobajo lo comparten tres localidades leonesas próximas entre sí: Trobajo del Camino o de arriba, Trobajo del Cerecedo o de abajo y Trobajuelo, barrio de Vega de Infanzones. En documentos medievales recogidos en los archivos aparecen estos pueblos con los nombres de Trebalio, Trepalio, Troballo, y finalmente Trobajo. La explicación al origen de tal nombre lo da Justiniano Rodríguez en su estudio La judería de la ciudad de León. Según él a finales del siglo X aparece un terrateniente judío llamado Jacob Trepalio y una villa Trebalio a la que da nombre. De este modo el topónimo Trobajo deriva del nombre de un judío medieval que aquí residió en esa época.
También es cierto que todo el pueblo nació y creció junto a uno de sus numerosos manantiales el situado en la actual plaza de los caserones, manantial ya elegido por los romanos para en dirección a la ciudad quedando éste en la parte trasera junto al huerto de una gran villa romana. Los restos se han podido ver en las pocas obras nuevas realizadas en las calles: la Cuesta, la Iglesia.
Siendo esta posición la más estratégica en su ubicación pues quedaba por encima del pantano con buen control de su extensión por un lado mientras que por el otro se situaba en el centro de las tierras más fértiles con un buen suministro de agua potable.
Perteneció a la antigua Hermandad de Bernesga de Abajo.

## Transporte
Este barrio cuenta con una línea de autobús interurbano que conecta el barrio con el centro de la ciudad:
| Línea | Trayecto                           |
| ----- | ---------------------------------- |
| M1C   | Ezpeleta - Trobajo - Santo Domingo |

## Educación y deporte
- El 6 de octubre de 1972 se creó el Colegio Comarcal, hoy denominado Colegio Público Trepalio. Así mismo, también se encuentra el Colegio Concertado Agustinos.

Deporte:

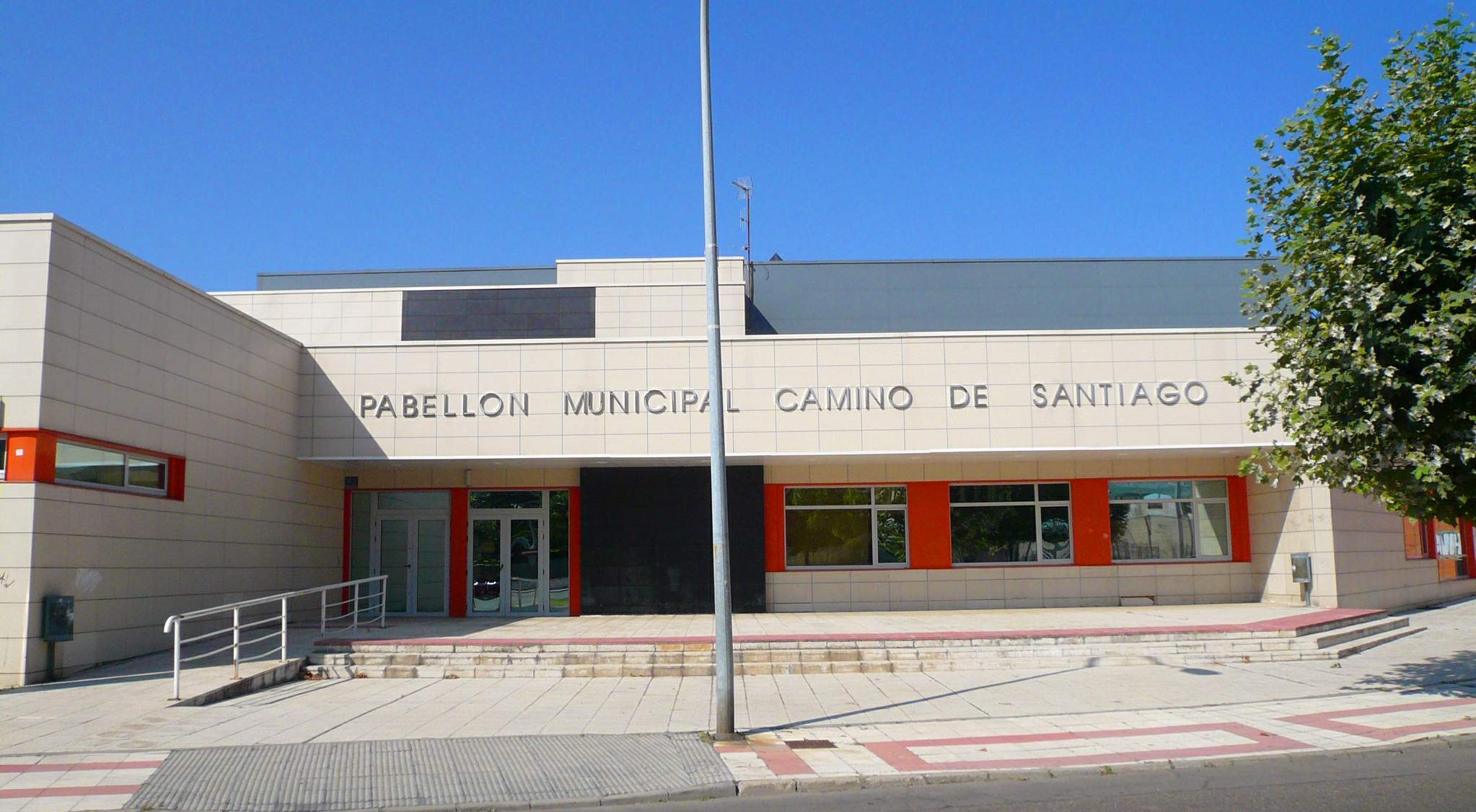
Pabellón Municipal Camino de Santiago, inaugurado en 2008

- El club deportivo Huracán Z, fundado en 1954 es el equipo de fútbol y en su escudo figura un balón y una cruz de Santiago. Dicho club desapareció en 2013, creándose con posterioridad, año 2015 el Atlético trobajo H, cuyo escudo es un balón engalanado con el pendon del pueblo y una H mayúscula en recuerdo del Huracán.
- En Trobajo tiene su sede el club deportivo Guerrero Competiciòn un referente Nacional en los rallys.
- Existía un rocódromo, situado en el parque de la Era, que fue el primero de la provincia, en 1995.

## Cultura

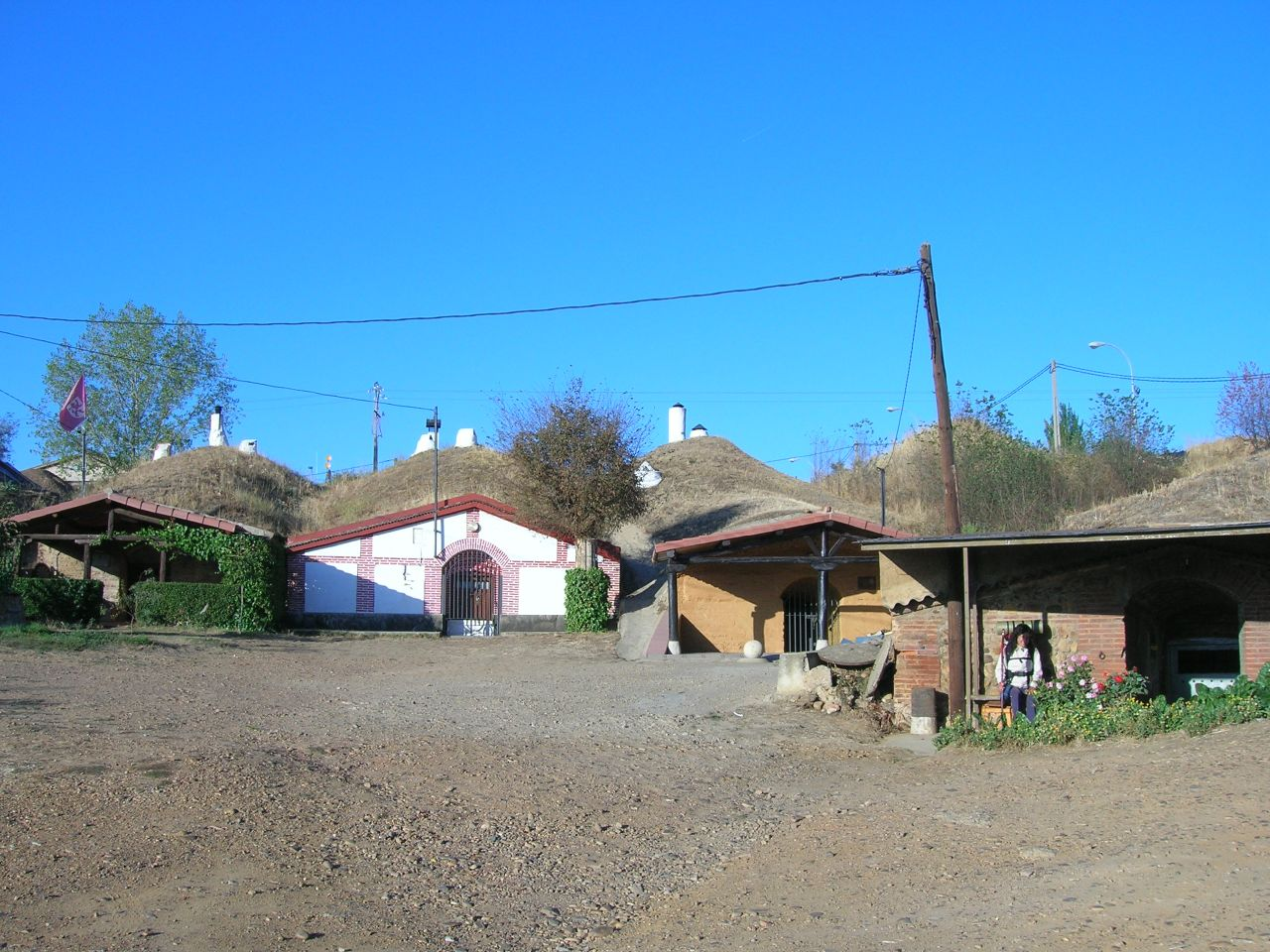
Bodegas semienterradas

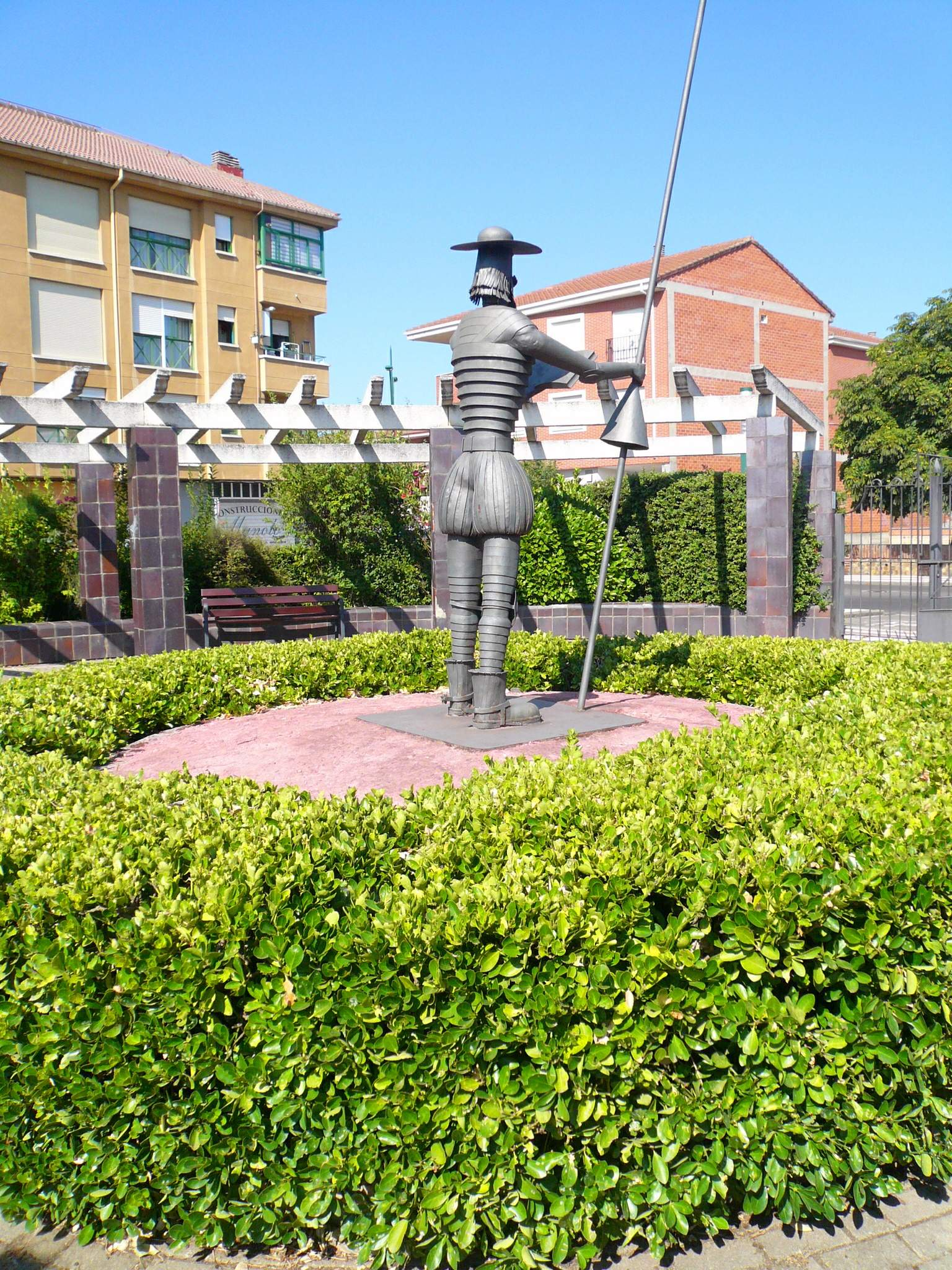
Parque de El Quijote

### Patrimonio
- Ermita de Santiago. Reconstruida en 1777 sobre una ermita medieval preexistente.
- Iglesia de San Juan Bautista. Construida entre 1794 y 1801 en piedra y ladrillo.

### Fiestas
- Destaca la fiesta del Apóstol Santiago el 25 de julio.

### Camino de Santiago
Trobajo del Camino ha sido testigo del paso de miles de peregrinos de muy diversa condición. Para sus necesidades encontraban aquí albergues, hospital y ermita que sufragaba la cofradía de Santiago con sus ingresos procedentes del arriendo de sus fincas en los pueblos de San Andrés, El Ferral, Oteruelo, Villabalter, según consta en su libro de cuentas conservado en los archivos parroquiales.
En la actualidad Trobajo ha recuperado aspectos de la tradición jacobea: se ha abierto de nuevo la ermita de Santiago, se rescataron las dos veneras de los peregrinos en el escudo municipal, se recuperó el nombre de Calle de los Peregrinos y se ha hecho un monumento al peregrino frente a la pasarela.